# إعطاء شدقي
الإعطاء الشدقي يشير إلى أحد مسارات إعطاء الدواء داخل المعوي حيث ينتشر الدواء خلال النسيج المخاطي للفم (نسيج يبطن الفم) ويدخل مباشرة إلى مجرى الدم. الإعطاء الشدقي يزود بعض الأدوية ب توافر حيوي أفضل وبداية تأثير دواء أسرع مقارنة ب إعطاء الدواء عبر الفم لأن الدواء لا يمر عبر الجهاز الهضمي وهذا يجنب الدواء الأيض قبل الجهازي (تأثير المرور الأولي)..
في أيار 2014، أصبح كل من الدواء النفسي أسيناباين، الأدوية أفيونية المفعول: بيوبرينورفين، نالوكسون، الفينتونيل، الدواء القلبي الوعائي نيتروغليسرين، دواء الغثيان بروكلوربيرازين، المعالجة بالإعاضة الهرمونية تستوستيرون، والنيكوتين كمساعد لإيقاف التدخين، أصبحوا متوفرين تجاريا بالشكل الصيدلاني الشدقي،، والميدازولام وهو دواء مضاد للصرع، يستخدم لعلاج نوبات الصرع الحادة..
الإعطاء الشدقي للقاحات قد تمت دراسته، ولكن هناك تحديات تواجه هذا النهج بسبب تقنيات التحمل المناعي التي تمنع الجسم من التفاعل الزائد مع المستمنعات (المستضدات) التي يواجها في سياق الحياة اليومية..